# رانجر (جورجيا)
رانجر (بالإنجليزية: Ranger, Georgia)‏ هي بلدة تقع في مقاطعة غوردون، جورجيا بولاية جورجيا في الولايات المتحدة. تبلغ مساحتها 2.1 (كم²)، وترتفع عن سطح البحر 228 م، بلغ عدد سكانها 131 نسمة في عام 2010 حسب إحصاء مكتب تعداد الولايات المتحدة وتصل الكثافة السكانية فيها 40.5 نسمة/كم2.

## وصلات خارجية
- The US50 - Cities and Towns in Georgia State
- Georgia Cities and Towns, Facts, Map, Flag, Colleges, Government, and More